# L'Escale
L'Escale är en kommun i departementet Alpes-de-Haute-Provence i regionen Provence-Alpes-Côte d'Azur i sydöstra Frankrike. Kommunen ligger  i kantonen Volonne som ligger i arrondissementet Forcalquier. År 2022 hade L'Escale 1 402 invånare.

## Befolkningsutveckling
Antalet invånare i kommunen L'Escale
Referens: INSEE